# Frans-Engelse Oorlog (1294-1303)
De Frans-Engelse Oorlog of Guerre de Guyenne vond plaats tussen 1294 en 1303 en draaide om de regio Gascogne. Het Verdrag van Parijs (1303) maakte een einde aan het conflict.

## Achtergrond
Gascogne was een hertogdom in de handen van de Engelse Plantagenets, maar een onderdeel van het Koninkrijk Frankrijk. Na een maritiem incident werd Eduard I van Engeland voor het Parlement van Parijs gedaagd ter verantwoording. Eduard stuurde zijn broer Edmund van Lancaster, maar koning Filips IV van Frankrijk eiste de aanwezigheid van Eduard zelf en legde op 19 mei 1294 beslag voor veertig dagen, op de Franse bezittingen van de Engelse koning. Maar na veertig dagen verlieten de Franse bezettingstroepen het territorium niet.

## Oorlog
Het Engelse leger stond onder leiding van Jan van Bretagne, graaf van Richmond. Hij slaagde er niet in Bordeaux te veroveren. De Franse troepen stonden onder leiding van Karel van Valois, de jongere broer van de Franse koning. In 1295 sloot Filips IV, de Auld Alliance met John Balliol, koning van Schotland. Eduard moest nu vechten op twee fronten en had bovendien problemen met bevoorrading, financiering en rekrutering. Op 2 februari 1297 werd de nieuwe Engelse bevelhebber Henry de Lacy, graaf van Lincoln, gedwongen zich terug te trekken.
Filips IV kon zijn pijlen nu richten op het Graafschap Vlaanderen, de Vlaamse Opstand (1297-1305). Onder instigatie van Paus Bonifatius VIII werden vredesonderhandelingen opgestart. Het Verdrag van Parijs van 1303 maakte een einde aan het conflict. Er werd overeengekomen dat Eduard zijn grondgebied terugkreeg en er werd een dubbel huwelijk gearrangeerd. Eduard huwde met de zus van Filips, Margaretha en de zoon van Eduard, Eduard II van Engeland, kreeg de hand van de dochter van Filips, Isabella.

## Vervolg
De oorlog was de voorbode voor wat later de aanzet was voor de Honderdjarige Oorlog (1337-1453).